# Сельское поселение Софьинское (Московская область)
Сельское поселение Софьинское — упразднённое муниципальное образование (сельское поселение) в Раменском муниципальном районе Московской области России.

## История
Поселение включило в себя 20 населённых пунктов бывших Софьинского и Тимонинского сельских округов. Площадь территории — 10 616 га.
4 мая 2019 года Раменский муниципальный район был упразднён, а все входившие в него городские и сельские поселения объединены в новое единое муниципальное образование — Раменский городской округ.
Административный центр поселения — село Софьино.

## Население
| 2007  | 2008  | 2009  | 2010  | 2011  | 2012  | 2013  |
| ----- | ----- | ----- | ----- | ----- | ----- | ----- |
| 5211  | ↗5236 | ↗5295 | ↗6412 | ↗6660 | →6660 | ↗6936 |
| 2014  | 2015  | 2016  | 2017  | 2018  | 2019  |       |
| ↗7191 | ↗7454 | ↗8037 | ↗8371 | ↗8672 | ↗8915 |       |

## Населённые пункты
В соответствии с законом Московской области в состав сельского поселения входит 20 населённых пунктов:
| Наименование                    | Вид     | Население, чел. (2006) | ОКАТО          | Бывшая административная единица до 2005 года |
| ------------------------------- | ------- | ---------------------- | -------------- | -------------------------------------------- |
| Бритово                         | деревня | 37                     | 46 248 882 003 | Тимонинский сельский округ                   |
| Васильево                       | деревня | 16                     | 46 248 882 005 | Тимонинский сельский округ                   |
| Вертячево                       | деревня | 21                     | 46 248 876 003 | Софьинский сельский округ                    |
| Верхнее Велино                  | деревня | 52                     | 46 248 882 008 | Тимонинский сельский округ                   |
| Дурниха                         | деревня | 211                    | 46 248 876 008 | Софьинский сельский округ                    |
| Запрудное                       | деревня | 35                     | 46 248 876 009 | Софьинский сельский округ                    |
| Ивановка                        | деревня | 283                    | 46 248 876 006 | Софьинский сельский округ                    |
| Кривцы                          | село    | 149                    | 46 248 882 002 | Софьинский сельский округ                    |
| Нижнее Велино                   | деревня | 112                    | 46 248 882 009 | Тимонинский сельский округ                   |
| Паткино                         | деревня | 80                     | 46 248 876 005 | Софьинский сельский округ                    |
| Петровское                      | село    | 7                      | 46 248 882 006 | Тимонинский сельский округ                   |
| Подберёзное                     | деревня | 4                      | 46 248 882 007 | Тимонинский сельский округ                   |
| Раменской агрохимстанции (РАОС) | посёлок | 895                    | 46 248 876 010 | Софьинский сельский округ                    |
| Синьково                        | село    | 183                    | 46 248 876 007 | Софьинский сельский округ                    |
| Софьино                         | село    | 2096                   | 46 248 876 001 | Софьинский сельский округ                    |
| Становое                        | деревня | 102                    | 46 248 876 002 | Софьинский сельский округ                    |
| Тимонино                        | деревня | 747                    | 46 248 882 001 | Тимонинский сельский округ                   |
| Тяжино                          | деревня | 73                     | 46 248 882 010 | Тимонинский сельский округ                   |
| Холуденево                      | деревня | 15                     | 46 248 882 004 | Тимонинский сельский округ                   |
| Шилово                          | деревня | 84                     | 46 248 876 004 | Софьинский сельский округ                    |